# Консепсьйон (місто, Чилі)
Консепсьйо́н (ісп. Concepción) — місто в Чилі, столиця регіону Біобіо і провінції Консепсьйон, засноване ще в жовтні 1550 року першим губернатором Чилі Педро де Вальдівією в гирлі річки Біобіо. Населення міста, згідно з переписом 2002 року, становить 256 тис. жителів. Разом з містами Талкауано, Чигуаянте, Сан-Педро-де-ла-Пас, Уалпен і Пенко утворює Гран-Консепсьйон (Великий Консепсьйон) — другу за чисельністю агломерацію країни з населенням 889 тисяч жителів (2002). У Консепсьйоні розташовані чотири університети.

## Клімат
Хоча місто розташоване на 36-й паралелі південної широти, через холодну й потужну течію Гумбольдта клімат прохолодний і вологий, але рівний, температура нижча за нуль і спека трапляються дуже рідко. 
Місто знаходиться у зоні, котра характеризується середземноморським кліматом. Найтепліший місяць — січень із середньою температурою 16.7 °C (62 °F). Найхолодніший місяць — липень, із середньою температурою 9.4 °С (49 °F).
| Клімат Консепсьйона     | Клімат Консепсьйона | Клімат Консепсьйона | Клімат Консепсьйона | Клімат Консепсьйона | Клімат Консепсьйона | Клімат Консепсьйона | Клімат Консепсьйона | Клімат Консепсьйона | Клімат Консепсьйона | Клімат Консепсьйона | Клімат Консепсьйона | Клімат Консепсьйона | Клімат Консепсьйона |
| Показник                | Січ.                | Лют.                | Бер.                | Квіт.               | Трав.               | Черв.               | Лип.                | Серп.               | Вер.                | Жовт.               | Лист.               | Груд.               | Рік                 |
| Абсолютний максимум, °C | 31                  | 30                  | 27                  | 27                  | 25                  | 22                  | 25                  | 25                  | 26                  | 27                  | 27                  | 32                  | 32                  |
| Середній максимум, °C   | 21                  | 21                  | 20                  | 17                  | 15                  | 13                  | 12                  | 13                  | 15                  | 16                  | 18                  | 20                  | 17                  |
| Середня температура, °C | 16                  | 16                  | 15                  | 12                  | 11                  | 10                  | 9                   | 10                  | 10                  | 12                  | 13                  | 16                  | 12                  |
| Середній мінімум, °C    | 11                  | 11                  | 9                   | 7                   | 7                   | 6                   | 6                   | 6                   | 6                   | 7                   | 8                   | 10                  | 8                   |
| Абсолютний мінімум, °C  | 0                   | 5                   | 2                   | −1                  | 0                   | −1                  | −2                  | −2                  | −1                  | 1                   | 2                   | 3                   | −2                  |
| Норма опадів, мм        | 20                  | 20                  | 30                  | 70                  | 210                 | 250                 | 230                 | 190                 | 90                  | 60                  | 40                  | 30                  | 1280                |
| ----------------------- | ------------------- | ------------------- | ------------------- | ------------------- | ------------------- | ------------------- | ------------------- | ------------------- | ------------------- | ------------------- | ------------------- | ------------------- | ------------------- |
| Джерело: Weatherbase    |                     |                     |                     |                     |                     |                     |                     |                     |                     |                     |                     |                     |                     |

## Освіта
У місті розташований Університет Біо-Біо, сертифікований національною агенцією з акредитації (Comisión Nacional de Acreditación).

## Транспорт
У агломерації міста Консепсьйон працює міська електричка Біотрен, яка зв'язує місто з сусідніми населеними пунктами.

## Міста-побратими
- Монтеррей, Мексика
- Ла-Плата, Аргентина
- Окленд, Нова Зеландія
- Вифлеєм, Палестинських територіях
- Рейк'явік, Ісландія
- Куенка, Еквадор
- Гуаякіль, Еквадор
- Міннесота, США
- Каскавел, Бразилія

## Українці в Чилі
Станом на початок 1960-х рр. чисельність української громади у Чилі становила понад тисячу осіб. У м. Консепсьйон сформувалась найбільша на той час українська громада (до 300-400 осіб).

## Галерея

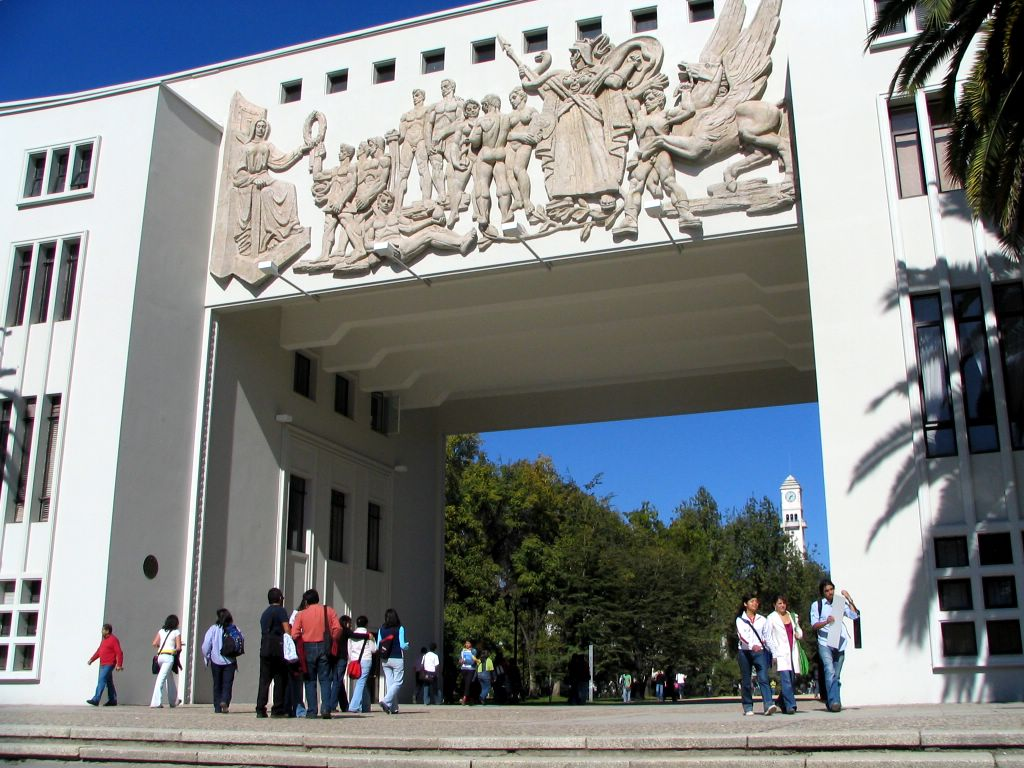
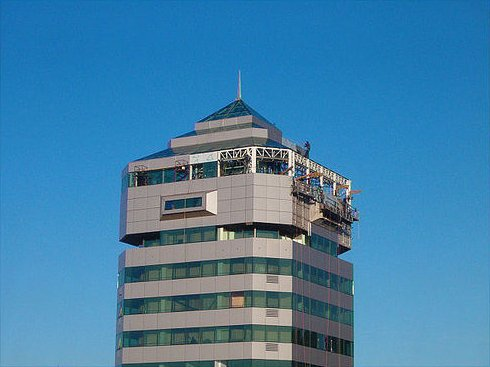
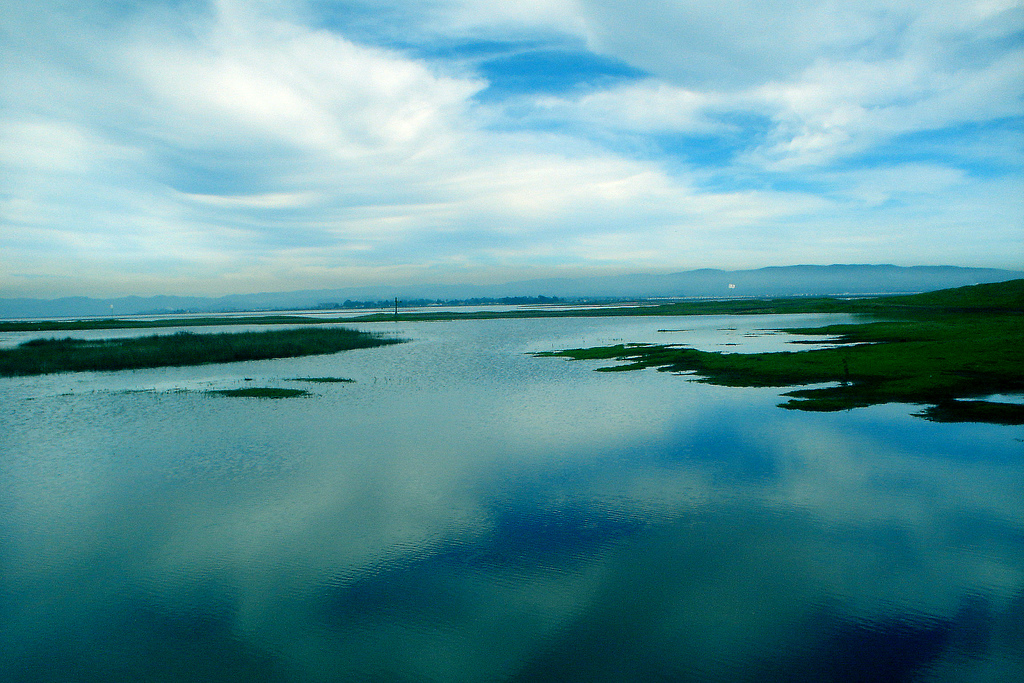
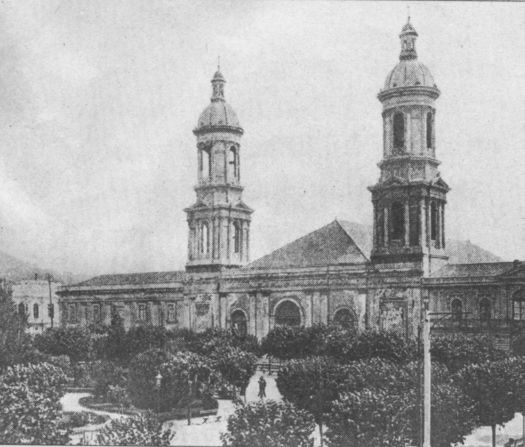
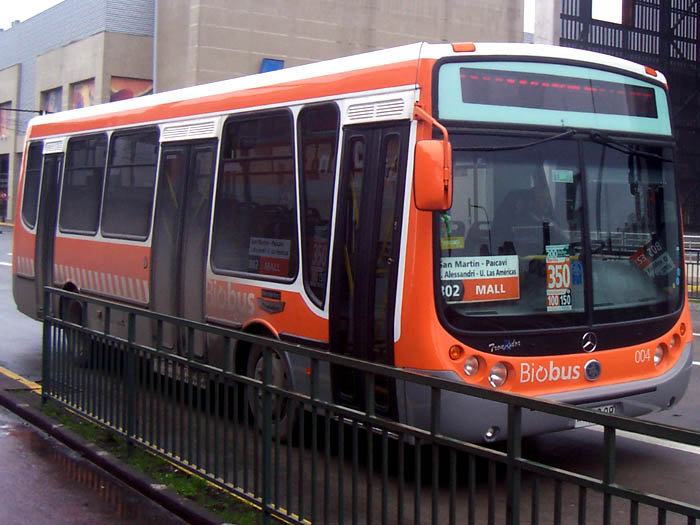
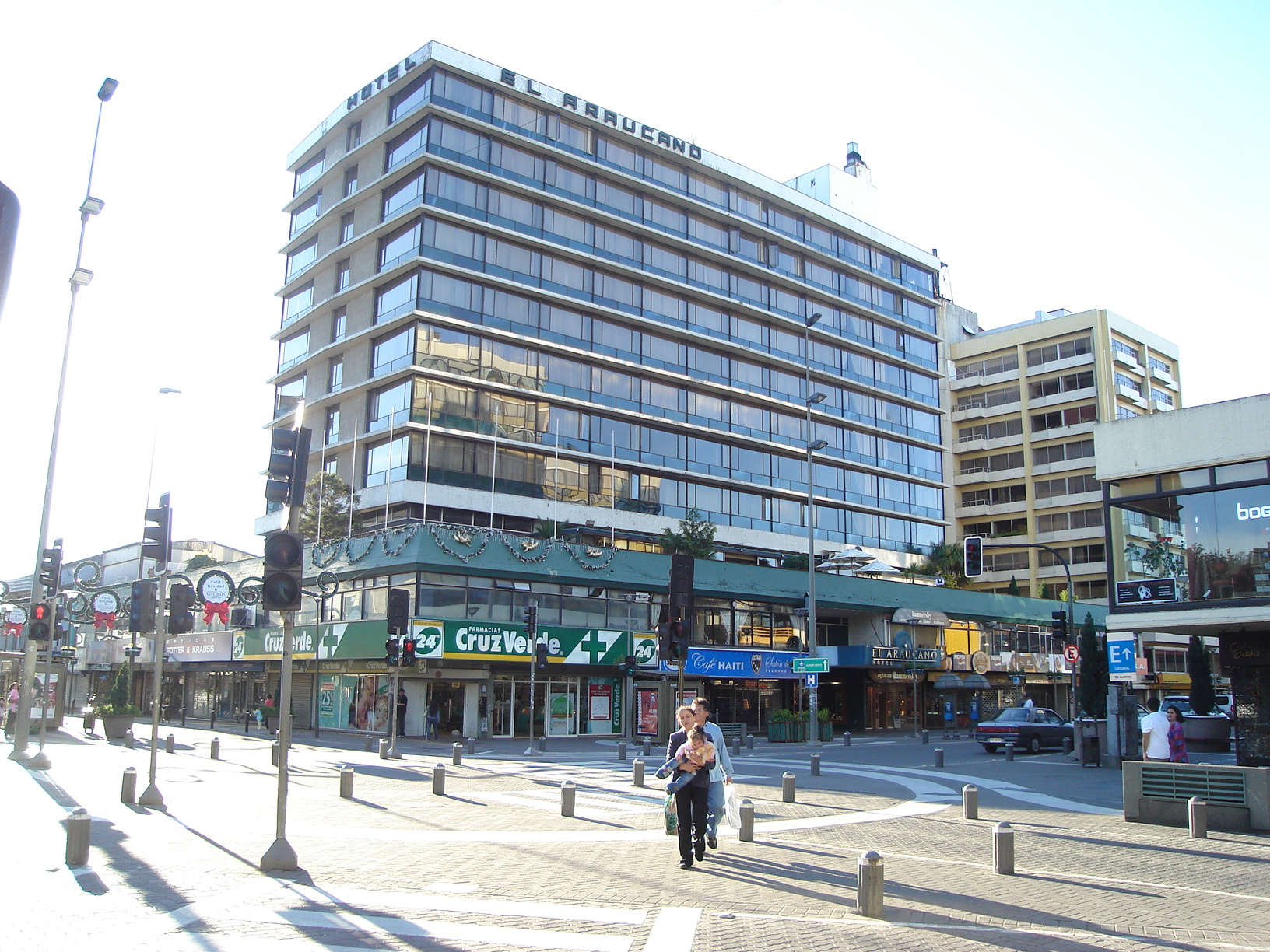
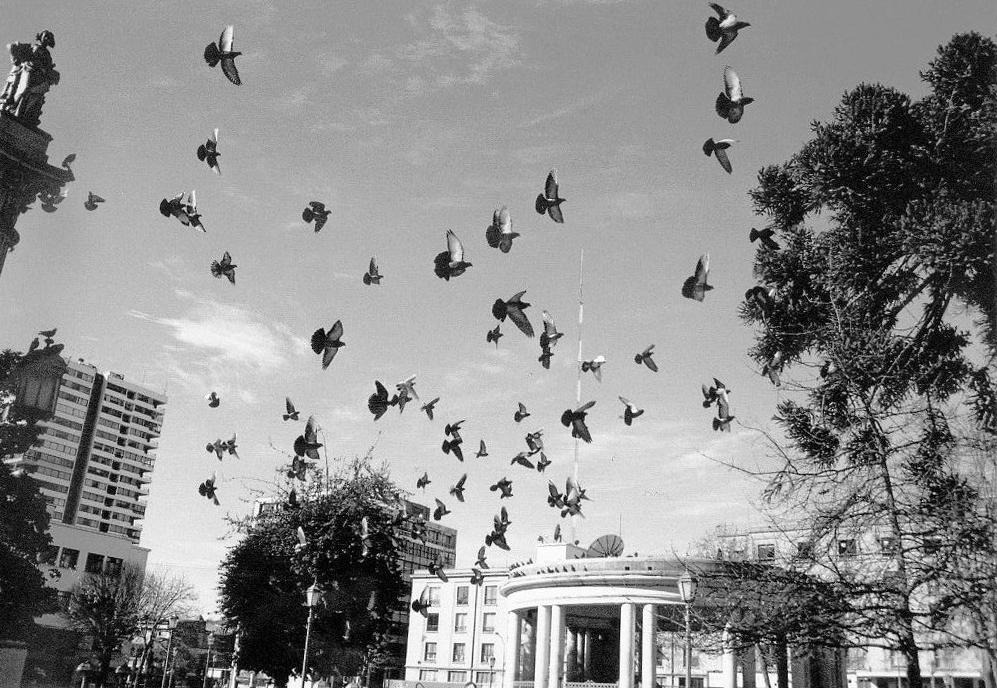

## Відомі особистості
В поселенні народився:
- Каталіна Верґара (* 1981) — чилійський режисер.